# You Go to My Head
You Go to My Head ist ein Popsong, komponiert von J. Fred Coots, mit dem Text von Haven Gillespie. Er stammt aus dem Jahr 1936.

## Besonderheiten des Songs
You Go to My Head handelt von einem Partner, der die Gedanken bestimmt („Du steigst mir zu Kopf/ Und du bleibst dort wie ein unvergesslicher Refrain“).
Der Song ist eine Dur/Moll-orientierte Ballade im Swingstil. Die Komposition umfasst 42 Takte in der komplizierten Liedform AABA'C (C= 8 Takte Coda), Tempo langsam bis moderato. Die Komposition ist sehr anspruchsvoll „mit dem Oktav-Intervall gleich zu Beginn, dann dem Melodiesprung von f nach c und wieder nach unten zum fis am Anfang der Bridge, den zahlreichen Tonwiederholungen über komplexen harmonischen Fortschreitungen.“ Der Song verlange „den Vokalisten alles an Persönlichkeit und Hingabe ab. Im Grunde darf hier nur die nackte Stimme übrig bleiben.“
Aufgrund dieser Kompliziertheit fanden die beiden Urheber dieses „kleinen Meisterwerks“ (Alec Wilder) zwei Jahre lang keinen Verleger für den Song, der erst 1938 bei Warner Brothers publiziert wurde.

## Pop-Versionen
1937 spielte Benny Goodman mit seinem Orchester und Sängerin Martha Tilton die Nummer ein. Nach der offiziellen Veröffentlichung wurde sie 1938 etwa zeitgleich von Teddy Wilson and his Orchestra mit Sängerin Nan Wynn sowie vom Larry Clinton Orchestra mit Sängerin Bea Wain und von Glen Gray and the Casa Loma Orchestra aufgenommen. Teddy Wilson kam in den amerikanischen Charts am 18. Juni 1938 auf Platz 20, Clinton hatte wenige Wochen später einen Hit (dritter Platz am 23. Juli 1938), und auch Gray kam (am 13. August 1938) bis auf Platz neun der Hitparade. Eine weitere Fassung von Billie Holiday, die bei ihrer Einspielung am 11. Mai 1938 von u. a. Buster Bailey, Claude Thornhill, Cozy Cole und John Kirby begleitet wurde, war hingegen kommerziell zunächst nicht erfolgreich.
Weitere Aufnahmen erfolgten durch Marlene Dietrich, Frank Sinatra (mit Axel Stordahl, 1946), Tony Bennett und Petula Clark (1950). Später wurde der Song noch von Dinah Shore und Bryan Ferry gesungen.

## Der Weg zum Jazzstandard
Jazzsängerinnen wie Lena Horne, Peggy Lee, Sarah Vaughan (mit der Basie-Band) bereiteten dem Song im Jazz seinen Weg. Zahlreiche weitere Sängerinnen folgten, etwa Ella Fitzgerald (Hello, Love, 1960 und vor allem im Duo mit Joe Pass), Betty Carter (It's Not About the Melody, 1992) oder Diana Krall (The Very Best of Diana Krall, 2007), aber auch Sänger wie Johnny Hartman, Kenny Hagood oder Chet Baker.
Hans-Jürgen Schaal weist darauf hin, dass insbesondere die „Pioniere des Modern Jazz“ You Go to My Head neu definiert hätten: Coleman Hawkins nahm ihn 1946 mit einem Bebop-Oktett auf, 1948 die Combo von Miles Davis, 1949 folgten die Big Band von Dizzy Gillespie, das Trio von Bud Powell und ein Oktett um Dave Brubeck sowie 1950 das Quartett von Lee Konitz und Billy Bauer. Auch Clifford Brown (1953) und Charlie Mariano (1956) legten beachtliche Interpretationen vor. Paul  Desmond spielte den Song immer wieder ein. In den fünfziger Jahren entstanden zahlreiche weitere Versionen bis hin zu Louis Armstrong, Art Tatum und Kurt Edelhagen. Unter den instrumentalen Aufnahmen ragen insbesondere die von Bennie Wallace von 1987 auf dem Album The Art of the Saxophone sowie Einspielungen von Anthony Braxton und von Ran Blake heraus.

## Filmaufnahmen
Der Song ist in den folgenden Filmen zu hören:
- Laura (1944, Instrumental)
- Swing Kids (1993)
- Corrina, Corrina (1994, Louis Armstrong, Oscar Peterson)
- Playing by Heart (1999, Chet Baker)
- „Jewels“ (1991)